# Rodolfo Goclenio el Joven
Rodolfo Goclenio el Joven (su nombre original en alemán es 'Rudolph Göckel', también conocido por la forma latinizada Rudolphus Goclenius; Wittenberg, 22 de agosto de 1572-Marburgo, 3 de marzo de 1621), fue un médico, profesor (de física, medicina y matemáticas), astrónomo y alquimista alemán. Era el hijo mayor de Rodolfo Goclenio, quien también fue profesor (de retórica, lógica y ética) en Marburgo.

## Semblanza
Como médico, trabajó para lograr remedios contra la peste. Se hizo famoso gracias a una cura milagrosa mediante el “polvo simpático” o “ungüento de armas”. Basado en los conceptos herméticos de Paracelso, publicó en 1608 la descripción de una “cura” magnética para sanar heridas: la aplicación de un ungüento con las adecuadas propiedades sobre un arma, debería curar la herida que hubiera causado. Este concepto fue difundido en Inglaterra por el alquimista Robert Fludd, siendo también partidario de la idea Sir Kenelm Digby.
En la publicación “Curious Enquiries” (Consultas Curiosas) de 1687, se llegó a sugerir la utilización del efecto de la aplicación del ungüento sobre un perro herido (que aparentemente causaba un notable efecto instantáneo sobre el animal), como medio para solucionar el problema de la longitud, aunque también es posible que se trate de una sátira.
En 1651, los jesuitas Riccioli y Grimaldi le rindieron homenaje en su libro Urania, citándolo como astrólogo y astrónomo.

## Publicaciones
- R. Goclenius: Rodolphi Goclenii Iun. D. Aulae Isenburgic. Medici Ordinar. Uranoscopia, Chiroscopia & Metaposcopia, Hoc est, Coeli Seu Sphaerae Coelestis Syderumque Eius, Linearumque Manus Ac Frontis Contemplatio nova, eruditae & rationalis experientiae testimoniis demonstrata: qua probatur, divinationem ex astris, lineisq[ue] manuum & frontis nec impiam esse, nec superstitiosam, & propterea omnibus rerum Physicarum abditarumq[ue] studiosis concessam Lichae: Kezelius, 1603
- R. Goclenius: De Pestis, fabrisque pestilentis causis, subiecto, differentiis et signis cum consilio prophylactico & curatorio, gravissimarumque quaestionum declaratione, tractatus perspicuus & methodicus,...In multorum communem utilitatem conscriptus a Rodolpho Goclenio [Goclenius], Marpurgi Cattorum 1607:  Hutwelcker
- R. Goclenius: De vita proroganda : h.e. animi corporisque vigore conservando, salubriterque producendo tractatus; Mainz 1608
- R. Goclenius: Rod[olphi] Goc[lenii] M.D. Uranoscopiae, Chiroscopiae, Metoposcopiae, Et Ophtalmoscopiae, Contemplatio: Qua probatur, divinationem ex astris, lineisq[ue] manuu[m], fro[n]te, facie & oculis nec impiam esse nec superstitiosam / Cui acceßit totius Physiognomie solida ex causis & effectis demonstratio, Editio Nova. Francofurti : Schönwett[er], 1608
- R. Goclenius: Tractatus de magnetica vulnerum curatione, Marburg 1608, Frankfurt 1613
- R. Goclenius:  Urania cum geminis filiabus: hoc est Astronomia, et astrologia speciali: nunc primo in lucem emigrans Rodolpho Goclenio, medic. Doctore et Professore in Acad. Marpurgensi; Francofurti : Musculus, 1615
- R. Goclenius: Wiederaufbau zur Verteidigung des Traktats über magnetische Wundheilung: gegen die glücklose Anatomie des Johannes Roberti SJ, Marburg 1617. Against Jean Roberti.
- R. Goclenius: Rod. Goclenii, Med. D. Et Mathem. Professoris ordin. in Acad. Marpurgensi, Acroteleution Astrologicum: Triplex hominum genus circa divinationem ex astris in scenam producens, falsamq[ue] Astrologiam a vera, rationibus, exemplis & experimentis distinguens, contra novas criminationes. Annexus quoq[ue] est tractatus integer correctior quam fuit ante Cypriani Leovitii, Mathematici Excellentiß. de coniunctionibus magnis, eclipsibus solaribus & Cometis, cum eorundem effectuum historica expositione.... Marpurgi : Egenolphus, 1618

## Eponimia
- Su apellido latinizado es el epónimo del cráter lunar Goclenius.